# Artemia urmiana
Artemia urmiana är en kräftdjursart som beskrevs av Johann Christian Carl Gunther 1900. Artemia urmiana ingår i släktet Artemia och familjen Artemiidae. Inga underarter finns listade i Catalogue of Life.